# Dicaelus furvus
Dicaelus furvus är en skalbaggsart som beskrevs av Pierre François Marie Auguste Dejean. Dicaelus furvus ingår i släktet Dicaelus och familjen jordlöpare. Inga underarter finns listade i Catalogue of Life.